# هوارانغ

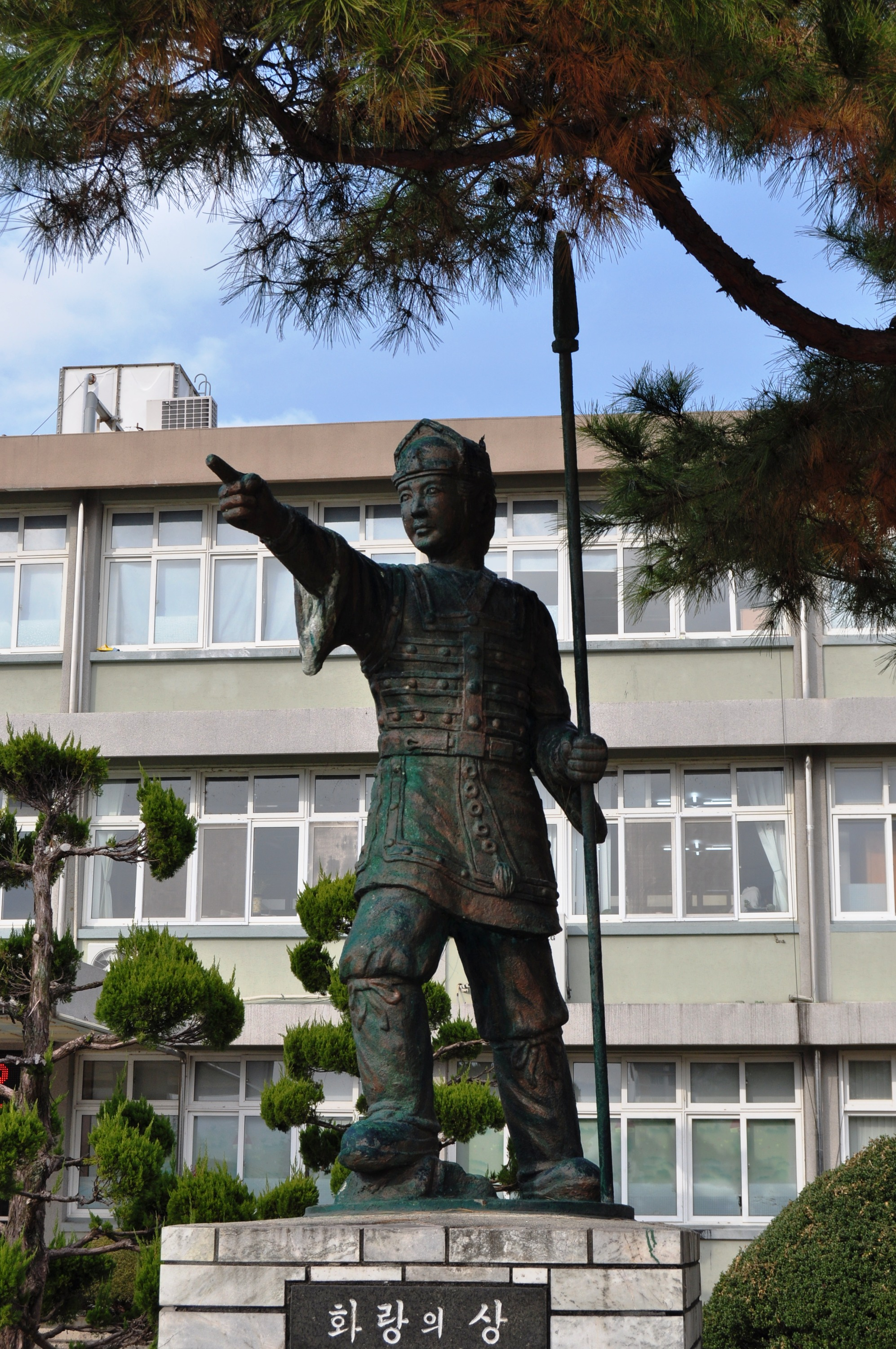
نصب هوارانغ (مدرسة هاميانغ المتوسطة)

الهوارانغ (بالهانغل: 화랑 | بالهانجا: 花郞 | حرفياً: شباب الزهور) هم نخبة شباب شلا، وهي مملكة كورية قديمة استمرت حتى القرن العاشر. وجدت العديد من المؤسسات التعليمية والأندية الاجتماعية والتي اجتمع أعضاؤها من أجل جميع أنواع الدراسة وخاصة الفن والثقافة والتي استمدت بشكل رئيسي من البوذية. لم تشر المصادر الصينية إلا إلى الجمال الجسدي الذي امتلكه «شباب الزهور». عرف الهوارانغ أصلاً باستخدامهم للمكياج ومستحضرات التجميل والاكسسوارات. يعتقد أن عدداً قليلاً من الكوريين عرف عن الهوارانغ قبل التحرير في سنة 1945، إلا أن بعد التحرير ارتفع الهوارانغ وأصبحت لهم أهمية رمزية.
عرف الهوارانغ أيضاً باسم هيانغدو (أصحاب العطور أو رجال البخور)، ظلت الكلمة مع مشتقاتها تستخدم من أجل العديد من الأشياء مثل البلايبوي والشامان وزوج الشامان. ظلت الكلمة مستخدمة حتى القرن الثاني عشر ولكن في مقاصد مهينة.